# Aimee Mullins
Aimee Mullins, född 1976 i Allentown i Pennsylvania, är en amerikansk friidrottare, modell och skådespelare, bland annat medverkande i filmen Cremaster 3 (2002), en del av serien kallad The Cremaster Cycle av Matthew Barney, och filmen Fem små grisar.
Mullins föddes utan vadben och fick båda benen amputerade nedanför knäna vid ett års ålder. Hon är känd för att vara den första amputerade att tävla mot icke rörelsehindrade idrottare i National Collegiate Athletic Association-evenemang.
Mullins tävlade i Paralympiska sommarspelen 1996 i Atlanta. 

## Sport
Medan Mullins gick på Georgetown University på ett akademiskt stipendium till School of Foreign Service där, tävlade hon mot icke rörelsehindrade idrottare i National Collegiate Athletic Association (NCAA) Division I friidrottsevenemang. Hon var den första amputerade i historien (man eller kvinna) att tävla i Division I NCAA friidrott.
Mullins tävlade i Paralympiska sommarspelen 1996 i Atlanta, där hon sprang T42-46-klassens 100-meterssprint på 17,01 sekunder och kom på plats 5. Hon hoppade 3,14 meter i F42-46-klassens längdhopp och kom på plats 7. Hon slutade med tävlingar i parasport 1998.

## Filantropi
Aimee Mullins blev vald att representera alla amerikanska kvinnliga idrottare från 2007 till 2009 som ordförande för Women's Sports Foundation, grundad av idrottspionjären Billie Jean King. Hon är fortfarande medlem i styrelsen för Trustees and Athlete Advisory Panel för Women's Sports Foundation.
Tillsammans med Teresa Edwards utsågs Mullins till Chef de Mission för USA vid Olympiska sommarspelen 2012 och Paralympiska sommarspelen 2012 i London.
2012 utsågs hon av dåvarande utrikesminister Hillary Clinton till State Department's Council to Empower Women and Girls Through Sports, enligt ett faktablad från utrikesdepartementet.
1999 började hon arbeta som fotomodell och 2002 började hon en skådespelarkarriär. Hon talar på konferenser och är välkänd för sina TED-tal.

## Modell

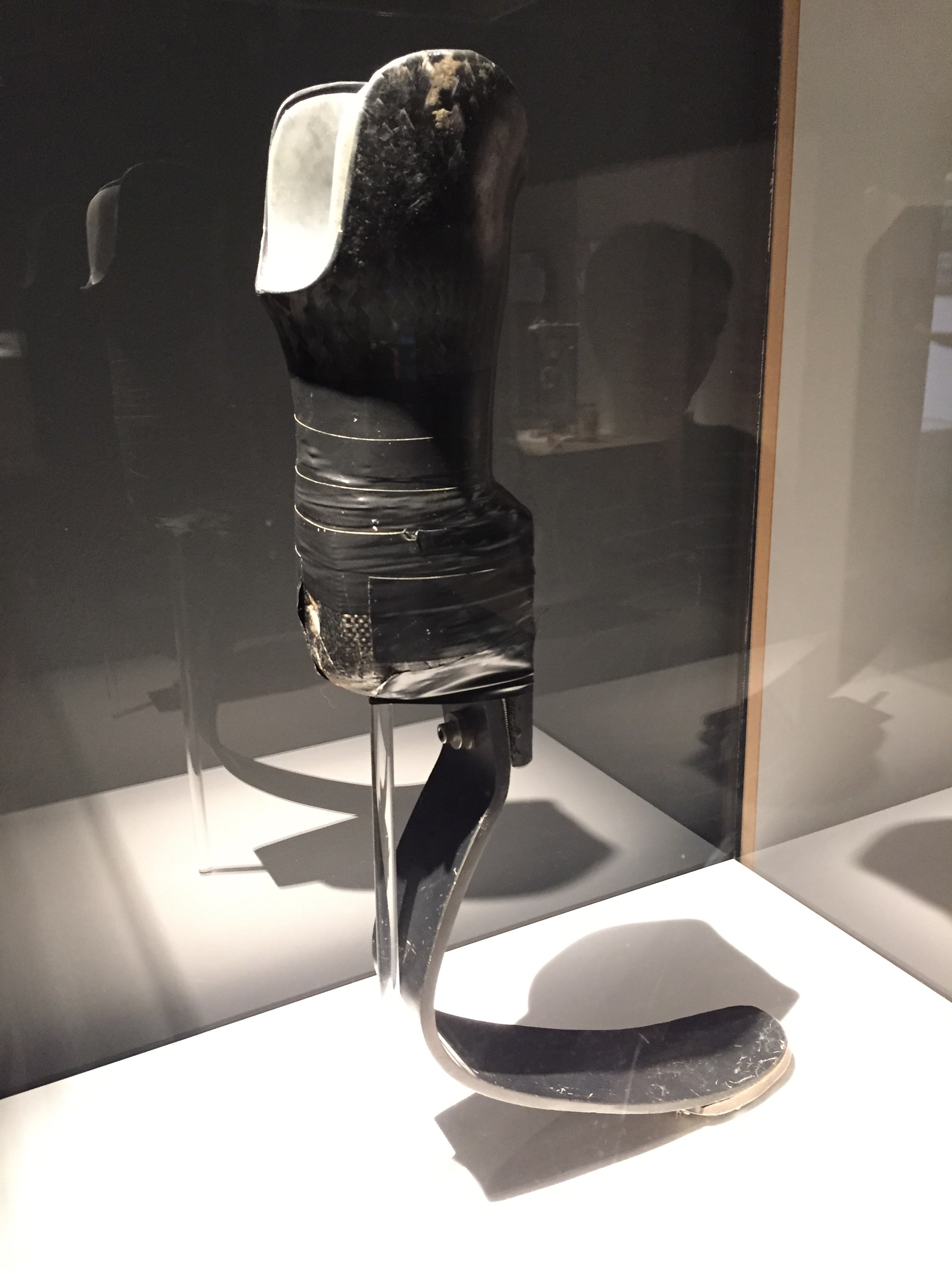
En av Aimee Mullins benproteser visad på en utställning för Centre de Cultura Contemporània de Barcelona.

1999 var hon fotomodell för den brittiske modedesignern Alexander McQueen genom att öppna hans London-show på ett par handsnidade träprotesben gjorda av massiv ask, med integrerade stövlar. Hon kan ändra sin längd mellan 180 och 190 centimeter genom att ändra sina ben. Hon fanns på skyltar över hela Amerika som en del av kampanjen "25 Years of Non-Uniform Thinking" för Kenneth Cole Productions 2009. Hon skrev på ett kontrakt om att bli L'Oréal Paris ansikte utåt och utsågs till global L'Oréal-ambassadör i februari 2011.

## Filmer/TV-serier
- Quid Pro Quo (2007), Raine
- Marvelous (2006), Becka
- Poirot (2003, 1:a episoden), Lucy Crale
- Cremaster 3 (2002), The Entered Novitiate/Oonagh MacCumhail